# Sóspálcika

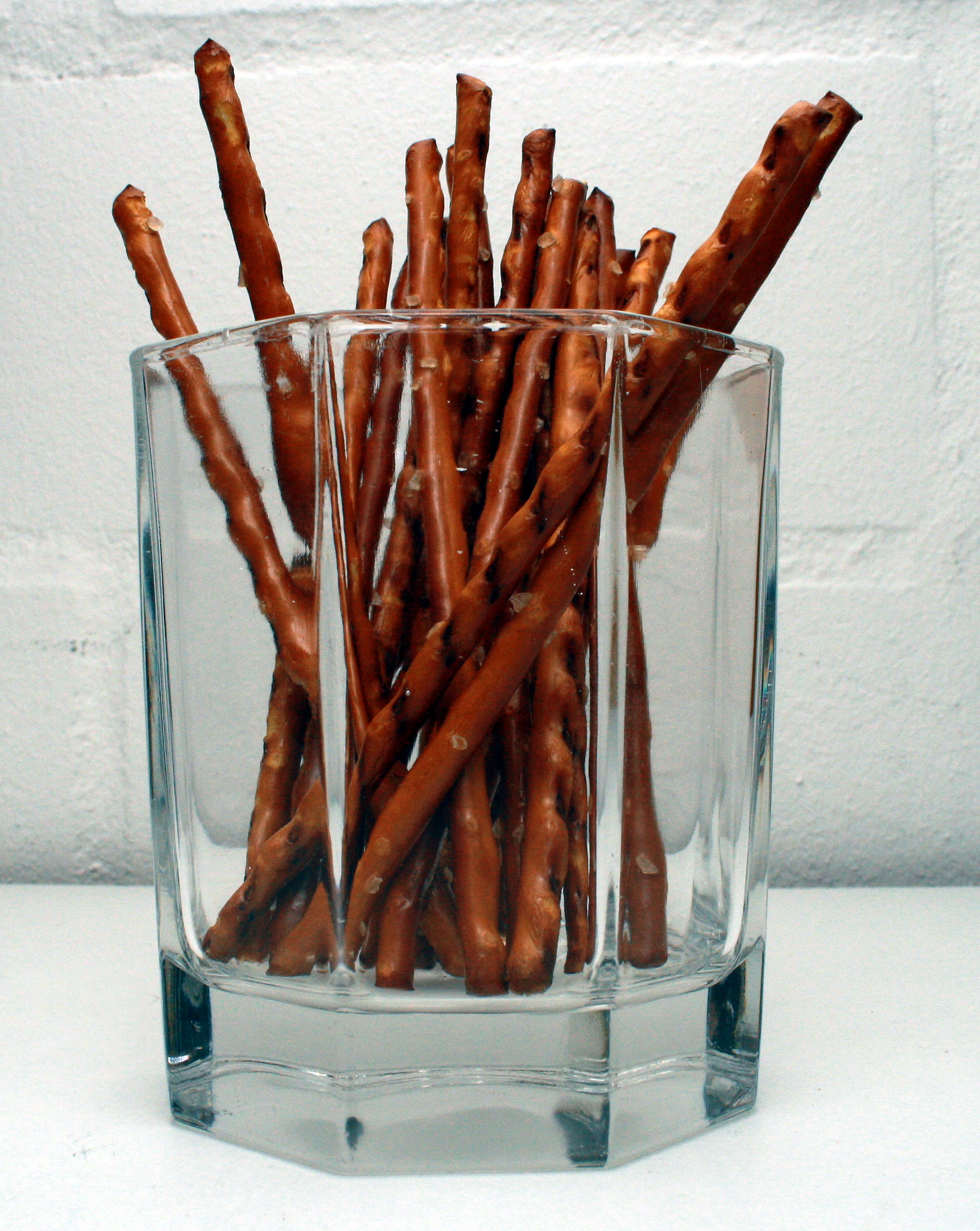
Sóspálcikák

A sóspálcika (németül: Salzstange) lisztből készült, pálcikaszerű, főleg Közép-Európában ismert és népszerű élelmiszer, nassolnivaló. Magyarországon a köznyelvben "ropi" néven emlegetett olcsó rágcsálnivalót gyakran sör mellé fogyasztják. Többféle méretben is gyártják, alapvetően morzsolt sókristályokkal, egyes változatait szezámmaggal ízesítik, de létezik olívabogyóval, burgonyával illetve sajttal ízesített sóspálcika is. Magyarországon több áruházlánc is árul saját márkás sóspálcikát. A finomított fehér lisztből készült magas sótartalmú ropi a kutatások szerint az egyik  legkevésbé egészségesnek tartott élelmiszer.

## Története

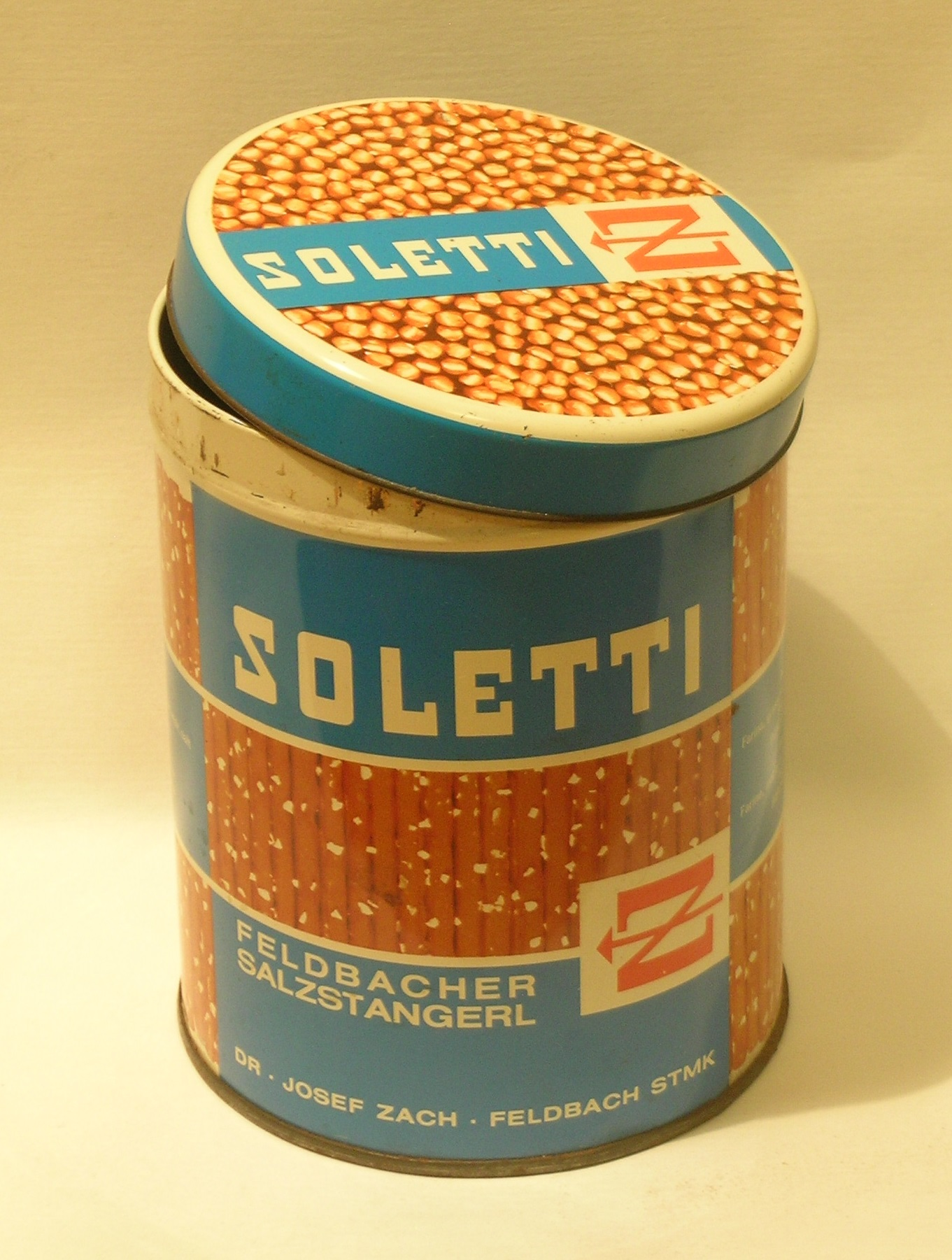
Egy doboz Salzstangerl Soletti sóspálcika

A sóspálcika ötlete az USA-ból származik. A 18. század végén Dél-Németországból az Amerikai Egyesült Államokba került a  tipikus német lúgozott perec sütemény receptje (a perecek  a kelesztés után néhány másodpercre szódabikarbónát tartalmazó forró vízbe vannak mártva, és csak ezután kerülnek sütésre). 1935-ben a hannoveri Klaus Bahlsen kekszgyára átvette az amerikaiak lúgozott sóspálcika ötletét (Salty snack bread sticks), és a sóval ízesített, rúd alakú (stangenförmiges) terméket Salzletten néven, először piros dobozban kezdték forgalmazni, a lúgos tésztából sütött és tengeri sóval ízesített vékony pálcikákat Németországban. Ezután terjedt el Európa-szerte.

## A magyar ropi
A Kalocsai Sütőipari Vállalat és a Nógrádi ÁFÉSZ sósrudacskáinak gyártásához pedig az eszéki Sloboda gyár terméke adta az ötletet.
Ez a nassolnivaló Magyarországon Ropi néven vált először sikeressé. Bár ezt a nevet gyakran köznévként használják és kis kezdőbetűvel írják ennek ellenére a Ropi szó mint Magyarországon lajstromozott védjegy és nem egyértelmű, vajon a termék fajtanévvé vált volna. A védjegyjogosult a kalocsai KARAMELL-SNACK Élelmiszeripari Kft., amely 2012-ben csődvédelmet kért. A KARAMELL-SNACK Élelmiszergyártó Kft. Ropi pálcika családjának tagjai a Sós ropi pálcika, Köményes ropi pálcika, a Szezámmagos ropi pálcika és a Mákos ropi pálcika. Egyéb ismert magyar ropi a Csipet sóspálcika, a Nógrádi Ropogós és a Pattinka.